# Kaserngatan, Göteborg
Kaserngatan var en gata i stadsdelen Inom Vallgraven i Göteborg. Den låg vid nuvarande Televerkets hus vid Kaserntorget.
Gatan tillkom på 1790-talet och gick parallellt med Ekelundsgatans dåvarande södra del. Den fick sitt namn efter Borgerskapets kasern som låg intill gatan. Den uppfördes 1793-1799 för Garnisonsregementet i Göteborg, 1801 flyttade istället Kungliga Göta artilleriregemente in. Efter stadsbranden år 1804 lät staden inlösa 17 tomter mellan Kaserngatan och Ekelundsgatan och området stensattes. Torget, som därmed uppstod, fick senare namnet Kaserntorget. År 1812 kallades torget för Kaserngatan. Kaserngatan benämndes år 1796 Caserne-gatan. Artilleriregementet flyttade år 1895 till Kvibergs kaserner.